# Jacques Crevelier
Jacques Crevelier est un homme politique français né le 25 avril 1764 à Confolens (Charente) et mort le 9 février 1818 à Aarau (Suisse).

## Biographie
Instituteur à Confolens, il est administrateur du district, puis du département. Il est suppléant à la Convention et quasiment immédiatement appelé à siéger, il vote la mort de Louis XVI. Il passe au Conseil des Cinq-Cents le 24 germinal an VI puis au corps législatif après le coup d'État du 18 Brumaire, y restant jusqu'en 1803. Sous-préfet de Confolens en 1815, pendant les Cent-Jours, il est atteint par la loi d'exil en 1816 et meurt en Suisse.

## Sources
- « Jacques Crevelier », dans Adolphe Robert et Gaston Cougny, Dictionnaire des parlementaires français, Edgar Bourloton, 1889-1891 [détail de l’édition]